# Объединённый религиозный фронт
Объединённый религиозный фронт (ивр. החזית הדתית המאוחדת‎) — Объединённый парламентский список в Израиле, существовавший с 1949 по 1951 годы, составленный из четырёх основных религиозных израильских политических партий времён основания государства (Мизрахи, Ха-поэль ха-мизрахи, Агудат Исраэль и Поалей Агудат Исраэль) и небольшого движения Беспартийный религиозный союз.

## История
«Объединённый религиозный фронт» был сформирован как союз всех четырех основных религиозных партий (Мизрахи,Ха-поэль ха-мизрахи,Агудат Исраэль и Поалей Агудат Исраэль) и небольшого движения Беспартийный религиозный союз, для участия в первых выборах в кнессет 1949 года, после приобретения Израилем независимости.
На выборах список занял 16 мест, что сделало его третьим по величине в Кнессете первого созыва. Первоначальное распределение мест между составляющими список партиями было следующим: «Ха-поэль ха-мизрахи» получил семь мест, «Мизрахи» - четыре, «Поалей Агудат Исраэль» - три и «Агудат Исраэль» - два. Список присоединился к партии Давида Бен-Гуриона «Мапай» для совместного формировании коалиции первого правительства Израиля, вместе с Прогрессивной партией, партией Сефарды и общины Востока и Демократическим списком Назарета.
Однако список начал создавать проблемы правящей коалиции из-за разногласий с другими коалиционными партиями по поводу образования для новых репатриантов и системы религиозного образования. Список также потребовал, чтобы Бен-Гурион закрыл Министерство снабжения и нормирования и назначил министром торговли и промышленности бизнесмена (вместо политика). В результате Бен-Гурион ушел в отставку 15 октября 1950 года и распустил первое правительство.
После того, как разногласия были решены, Бен-Гурион сформировал второе правительство Израиля 1 ноября 1950 года, при этом «Объединённый религиозный фронт» сохранил свои места в коалиции и правительстве.
После того как в 1951 году были началась подготовка к выборам во кнессет второго созыва, список «Объединённый религиозный фронт» распался на отдельные партии, которые участвовали в выборах самостоятельно.